# 德拉韋伊
德拉韋伊（法語：Draveil，法語發音：[dʁavɛj] ⓘ）是法國埃松省的市镇，属于埃夫里区。在19世紀，這裡曾是巴黎布爾喬亞階級的度假地。法國國家警察學校位於德拉韋伊。

## 地理
德拉韋伊（48°41'10"N, 2°24'34"E）面积15.75 平方千米，位于法国法蘭西島大區埃松省，巴黎南郊，距離巴黎市中心19.1 km（11.9 mi）。市內大多數地區都是鄉村風光，有很多集體住宅。
与德拉韋伊接壤的市镇（或旧市镇、城区）包括：塞纳河畔维尼厄、阿蒂斯蒙斯、里斯-奥朗日斯、格里尼、奥尔日河畔瑞维西、蒙热龙、塞纳河畔苏瓦西、维里-沙蒂永。
德拉韋伊的时区为UTC+01:00、UTC+02:00（夏令时）。

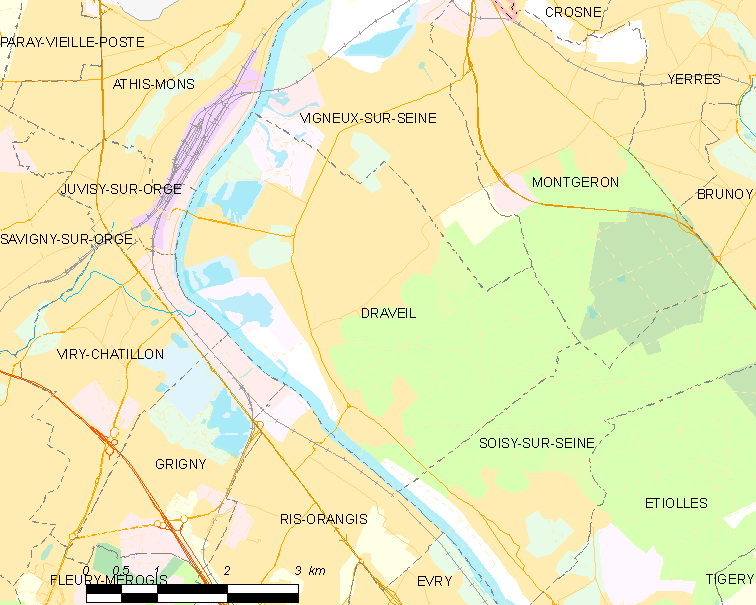
德拉韋伊的OSM定位图

## 行政
德拉韋伊的邮政编码为91210，INSEE市镇编码为91201。

## 政治
德拉韋伊所属的省级选区为德拉韦伊县。

## 交通
大區快鐵C線和大區快鐵D線途經德拉韋伊。

## 人口

1962-2008年间德拉韋伊人口变化图示

德拉韋伊于2022年1月1日时的人口数量为29824人。